# SHF33
AQUOS K SHF33（アクオス ケー エスエイチエフサンサン）は、シャープによって日本国内向けに開発された、auブランドを展開するKDDIおよび沖縄セルラー電話の第3.9世代移動通信システム（au 4G LTE/au VoLTE）対応フィーチャーフォン（携帯電話、ガラホ）である。

## 概要
SHF32のマイナーチェンジモデルで、基本性能は同じだが、リアカバーが光沢となり、サブ画面のデザインが異なっている。また、日本語入力ソフトがIwnnからS-Shoinに変更されており、エモパーに対応している。なお、本機種は日本国内での3G（CDMA2000 1x）エリア（au 3G）による音声通話（CDMA2000 1xRTT）、およびデータ通信（1xEV-DO Rel.0/Rev.A/MC-Rev.A）にはそれぞれ非対応となる。
VoLTEに対応することから、既存ユーザーはau ICカードの交換（au Nano IC Card 04(VoLTE)への交換）が必要となる。

## 沿革
- 2016年（平成28年）5月31日 - KDDI、およびシャープより公式発表。
- 2016年7月6日 - 全国にて一斉発売。

## 搭載アプリ
- au ID 設定
- auナビウォーク
- au Wi-Fi接続ツール
- GLOBAL PASSPORT
- au災害対策
- 安心アクセス for 4G LTE ケータイ
- auバックアップアプリ
- OfficeSuite

## 主な機能
※PC向けWebブラウザが標準装備されている。携帯向けサイト(EZWeb)は閲覧不可。
| 主な機能・対応サービス                                                            | 主な機能・対応サービス                                                                        | 主な機能・対応サービス                      | 主な機能・対応サービス                                    |
| --------------------------------------------------------------------------------- | --------------------------------------------------------------------------------------------- | ------------------------------------------- | --------------------------------------------------------- |
| Google Play auウィジェット Webブラウザ auスマートパス （au 4G LTEケータイ専用版） | LISMO! for Android （au 4G LTEケータイ専用版） メディアプレイヤー （動画再生対応） LISMO WAVE | おサイフケータイ NFC おくだけ充電（Qi）     | ワンセグ フルセグ DLNA/DTCP-IP                            |
| PCメール Gmail （ブラウザ版のみ対応） EZwebメール                                 | デコレーションメール デコレーションアニメ                                                     | Friends Note                                | PCドキュメント （MobiSystems Office Suiteにより閲覧は可） |
| au Smart Sports Run & Walk Karada Manager ゴルフ(web版) Fitness、歩数計           | GPS 方位計                                                                                    | au oneナビウォーク au one助手席ナビ         | au one ニュースEX au one GREE                             |
| かんたんメニュー じぶん銀行                                                       | 緊急速報メール                                                                                | Bluetooth                                   | 無線LAN機能 (Wi-Fi)                                       |
| 赤外線通信                                                                        | au VoLTE （シンクコール非対応） au 4G LTE （CA非対応） WiMAX 2+                               | グローバルパスポート （現・au世界サービス） | auフェムトセル                                            |
| microSDHC microSDXC                                                               | モーションセンサー(6軸)                                                                       | 防水 防塵                                   | 簡易留守録 着信拒否設定                                   |